# Polhem (1839)
Polhem var en svensk hjulångare, som byggdes på Hammarstens varv i Norrköping. Hon levererades till Ångbåts Bolaget Stockholm-Göteborg 1839 och sattes in i trafik på rutten Stockholm-Göteborg via Göta kanal. Båten såldes 1856 till Linköping.
Polhem namngavs efter Christoffer Polhem.
Båten ritades av Johan Gustaf von Sydow och hade ett skrov av ek och fur.
Polhem var utrustad med två encylindriga balansångmaskiner, maskin nr 21, tillverkade vid Motala Verkstad. Maskinerna, hjulmaskin typ 1, gav vardera 16 nominella hästkrafter och var kopplade till en gemensam axel för skovelhjulen.
År 1854 sprängde Polhem det nedre portparet i Sjöslussen i Sjötorp, varvid trafiken hindrades under 16 dygn.
I ”Bihang till Götheborgs sjette Handels och Sjöfarts Tidning N:o 59 Lördagen den 22 maj 1841” fanns en annons över ”Reseturer för paket-ångfartyget Polhem mellan Göteborg och Stockholm”. Restiden var fyra dygn och tre timmar. Priser var 20 rdr i hytt och 10 för däcksplats.